# Joker's Wild
Joker's Wild était un groupe pop britannique, originaire de Cambridge, en Angleterre.

## Biographie
Le groupe est formé en 1962 à Cambridge en Angleterre, sous le nom The Ramblers, avec Mervin Marriott, Albert  « Albie » Prior et John Gordon à la guitare, Chris « Jim » Marriott au chant, Richard Baker à la basse, Clive Welham à la batterie et finalement Dick Parry au saxophone,. Par la suite, David Gilmour rejoint le groupe en tant que guitariste et chanteur. Ils jouent d'abord à six musiciens, puis graduellement le groupe est réduit à un trio, David Gilmour, Rick Wills et John « Willie » Wilson.
Le groupe jouait des reprises de chansons pop, se servant principalement d'harmonies vocales comme le faisaient, par exemple, The Beach Boys ou The Four Seasons. D'ailleurs, leur seul mini album enregistré en 1966 de cinq chansons contient justement deux reprises des Four Seasons, Walk Like A Man et Big Girls Don't Cry. Les 3 autres sont aussi des reprises, une de Frankie Lymon and the Teenagers ; Why Do Fools Fall In Love, Don't Ask Me (What I Say) de Manfred Mann et une de Chuck Berry, Beautiful Delilah. 
Leur seul disque éponyme, est non officiel et seulement 50 exemplaires sont édités. Le disque est enregistré en 1966 aux Regent Sound Studios à Londres. Il contient seulement cinq chansons (d'une durée totale de 11 minutes 38 secondes) sur la face A (la face B étant vierge). Une copie de l'album, enregistrée sur bande magnétique, est conservée dans les archives sonores nationales de la British Library,. Les chansons du disque sont aussi disponibles sur le disque 15 de la collection de disques pirates :  A Treeful of Secrets ainsi que sur le disque CD accompagnant le 33 tours vinyle David Gilmour - Prefloyd.
Ils changent de noms à trois reprises, d'abord pour Joker's Wild puis Bullitt, et finalement The Flowers. Le succès ne venant pas, ils se rendent à Paris, mais leur équipement est volé aussitôt après leur arrivée dans la ville lumière. Alors qu'ils étaient toujours à Paris en 1967, Gilmour est invité à chanter sur deux chansons, Do You Want to Marry Me? et I Must Tell You Why, pour la bande sonore d'un film de Serge Bourguignon, Two Weeks in September avec Brigitte Bardot, Laurent Terzieff, Jean Rochefort et Murray Head. Puis il rejoint Pink Floyd pour seconder et finalement remplacer son ami Syd Barrett. Le saxophoniste, Dick Parry, se ferait connaître éventuellement avec Pink Floyd en jouant sur les albums The Dark Side of the Moon, Wish You Were Here et Division Bell ainsi que sur l'album live Pulse. Il joua aussi avec David Gilmour en solo, on peut d'ailleurs le retrouver sur les DVD David Gilmour in Concert en 2002, Remember That Night en 2007 et Live in Gdańsk en 2008.

## Post-séparation
Rick Wills jouera par la suite avec le groupe Cochise avec Willie Wilson, le claviériste Mick Grabham et B. J. Cole à la guitare pedal steel entre autres ; ils publieront trois albums entre 1970 et 1972. Il joue ensuite avec Peter Frampton sur trois albums : Wind of Change et Frampton's Camel en 1972, ainsi que sur Something's Happening en 1973, puis il rejoint Foreigner de 1979 à 1992 et Bad Company de 1993 à 1998. Avec John « Willie » Wilson, il joue aussi sur le premier album éponyme solo de David Gilmour en 1978. 
Wilson, quant à lui, a participé aux deux albums solo de Syd Barrett, The Madcap Laughs et Barrett, sortis tous les deux en 1970. Puis, il rejoint le groupe Quiver dès 1973 sur leur premier album Dream Kid jusqu'au dernier Down to Earth en 1977. Il assiste aussi Pink Floyd pendant la tournée The Wall en secondant Nick Mason à la batterie ; il apparaît donc sur l'album Is There Anybody Out There? The Wall Live 1980–81 sorti en 2000. 
Enfin, le saxophoniste Dick Parry joue sur quatre albums de Pink Floyd, sur les chansons Money et Us and Them issues de The Dark Side of the Moon en 1973, sur Shine On You Crazy Diamond Part 5 de Wish You Were Here  en 1975, sur la chanson de Rick Wright Coming Back to Life de Division Bell en 1994 ainsi que sur le live Pulse en 1995 .

## Membres
- Mervin Marriott - guitare, chant
- Albert  « Albie » Prior - guitare, chant
- John Gordon - guitare, chant
- David Altham - guitare, piano, chant
- David Gilmour - guitare, harmonica, chant
- Peter Gilmour - guitare, chant (Remplace à l'occasion, Peter est le frère de David Gilmour)
- Tony Sainty - basse, percussions, chant
- Rick Wills - basse (Prendra la place de Tony Sainty après son départ fin 1966)
- Dick Parry - saxophone, flûte
- Clive Welham - batterie (Décédé le 9 mai 2012)
- John Willie Wilson - Batterie - (Remplace Clive Welham après son départ en 1966)